# Флаг Козловки
Флаг города Козловки Козловского муниципального округа Чувашской Республики — опознавательно-правовой знак, составленный и употребляемый в соответствии с вексиллологическими правилами, служащий официальным символом муниципального образования, единства его территории, населения, прав и самоуправления.

## Описание
Прямоугольное полотнище с отношением ширины к длине 2:3, воспроизводящее композицию герба Козловского городского поселения в синем, белом, малиновом и жёлтом цветах: в лазоревом поле серебряное опрокинутое отвлеченное вверху острие, вершина которого соприкасается с серебряным пнистым крестом; острие обременено пурпурным контуром звёзды о десяти лучах; крест сопровожден в лазури двумя золотыми пчелами: по одной с каждой стороны.
Утверждён решением Собрания депутатов Козловского городского поселения Козловского района Чувашской Республики от 08 апреля 2020 года № 208/1.
Авторы флага: Художник и автор идеи флага: Вадим Шипунов; компьютерный дизайн: Дмитрий Шипунов (оба – Мариинский Посад).
Флаг внесён в Государственный геральдический регистр РФ под № 13219.

## Обоснование символики
Флаг повторяет композицию и символику герба. Глава символизирует расположение в лощине, деление на три части – расположение на стыке 3 республик, звезда – количество поселений в районе (10), пчелы – часть герба Лобачевского, крест обозначает переселенцев из 4 губерний (прибывших с 4 строн).